# Sessionsskikt
Sessionsskiktet är det 5:e lagret i OSI-modellen. Sessionslagrets syfte är att organisera och synkronisera dialoger (associationer) mellan presentationsentiteter. Lagret ansvarar för att skapa och hantera sessioner. En session kan t.ex. vara en filöverföringssession. Sessionsentiteter använder tjänsterna som erbjuds av transportlagret för att skapa en sessionsförbindelse.
Det enda syftet med detta lager i ett förbindelsefritt protokoll är att erbjuda mappning av TSAP-adresser till SSAP-adresser.
- Initierar kommunikation
- Etablerar, upprätthåller och synkroniserar dialog mellan enheter som tex. telnet, ssh och ftp
- Betyder sittning, överläggning, dialoghantering
- Hantera begreppsmässiga förståelsen
- Ansvarar för administration av ev. återstart vid avbrott.
- Överför meddelandet från nivå 6 till nivå 4
- Halv duplex och Full duplex